# Realpoint LLC
Die Realpoint LLC ist eine US-amerikanische Rating-Agentur mit Sitz in New York City. Sie ist durch die United States Securities and Exchange Commission (SEC) als Nationally Recognized Statistical Rating Organization (NRSRO) anerkannt.

## Geschichte
Realpoint LLC erhielt 2008 die Zulassung als NRSRO. Die Firma wurde im Mai 2010 durch Morningstar Inc. erworben und firmiert seit dem 10. Juni 2011 unter dem Namen Morningstar Credit Ratings.